# شهرک گلدشت حافظ
شهرک حافظ، شهرکی واقع در شمال غربی شیراز در دامنه کوه دراک و در منطقه ای خوش آب و هوا قرار گرفته‌است. این شهرک در منطقه ۱۰ شهرداری قرار دارد. این شهرک در کنار بزرگراه حسینی الهاشمی قرار دارد.